# Scleria melanotricha
Scleria melanotricha là loài thực vật có hoa trong họ Cói. Loài này được Hochst. & A.Rich. miêu tả khoa học đầu tiên năm 1850.